# مودي أيوندا
مودي أيوندا (مواليد أيوندا فازا موديا ، مواليد 19 ديسمبر 1994) مغنية وكاتبة أغاني وممثلة وناشطة إندونيسية في مجال التعليم والمصالح المتعلقة بالشباب.

## روابط خارجية
- مودي أيوندا على موقع IMDb (الإنجليزية)
- مودي أيوندا على موقع روتن توميتوز (الإنجليزية)
- مودي أيوندا على موقع ميوزك برينز (الإنجليزية)
- مودي أيوندا على موقع أول موفي (الإنجليزية)
- مودي أيوندا على موقع أول ميوزيك (الإنجليزية)
- مودي أيوندا على موقع قاعدة بيانات الفيلم (الإنجليزية)
- مودي أيوندا على موقع ليتربوكسد (الإنجليزية)
- مودي أيوندا على موقع كينوبويسك (الروسية)

- الموقع الرسمي